# オーニ・ヴィータルス
オーニ・ヴィータルス（Oni Wytars）は、マルコ・アンブロジーニ（Marco Ambrosini)とペーター・ラバンザー（Peter Rabanser）によって、古楽（アーリー・ミュージック）の新しい道を求めて、1983年に設立されたアンサンブル。

## 概要
彼らの目的は（日の昇る）オリエントと（日の沈む）ヨーロッパとの間に架け橋をつくることである。何世紀もの間、東（オリエント）と西（ヨーロッパ）が互いに影響を与え合い、豊かな発展を遂げた音楽文化の相違する要素と伝統の統合を図ろうとしている。
活動の拠点はドイツ国内であるが、オーストリアやイタリア、フランスなどの古楽フェスティバルにも招待され、演奏している。

## 参加メンバー
結成時には、アンサンブル・ウニコルン（アンサンブル・ユニコーン、Ensemble Unicorn） のリーダーであるミヒャエル・ポッシュ（Michael Posch）や、各種ハープやハーディ・ガーディを演奏するリッカルド・デルフィーノ（Riccardo Delfino）も核なるメンバーであった。
現在はニッケルハルパ奏者であり、リーダーであるマルコ・アンブロジーニ（Marco Ambrosini）、バグパイプをはじめ、多種多様な楽器をこなし、歌を担当するペーター・ラバンザー（ピエリーノ・ラバンザー、Peter (Pierino) Rabanser）、そして各種パーカッションやタンバリン担当のカタリーナ・ドゥストマン（Katharina Dustmann）の3人が中心メンバーとなっている。また、オリエント古楽の歌唱を専門とするイギリス人歌手、ベリンダ・サイクス（Belinda Sykes）も、ほとんどのプログラムに参加しているメンバーのひとりである。